# Campionati austriaci di sci alpino 1973
I Campionati austriaci di sci alpino 1973 si svolsero a Lienz tra il 21 e il 24 febbraio; furono assegnati i titoli di slalom gigante e slalom speciale, sia maschili sia femminili, e di discesa libera maschile.

## Risultati

### Uomini

#### Discesa libera
| Pos. | Atleta            | Nazione |
| ---- | ----------------- | ------- |
| 1    | Josef Walcher     | Austria |
| 2    | Werner Grissmann  | Austria |
| 3    | Peter Feyersinger | Austria |

Data: 24 febbraio

#### Slalom gigante
| Pos. | Atleta             | Nazione |
| ---- | ------------------ | ------- |
| 1    | Hansi Hinterseer   | Austria |
| 2    | Reinhard Tritscher | Austria |
| 3    | Werner Bleiner     | Austria |

Data: 21-22 febbraio

#### Slalom speciale
| Pos. | Atleta           | Nazione |
| ---- | ---------------- | ------- |
| 1    | Alfred Matt      | Austria |
| 2    | Thomas Hauser    | Austria |
| 3    | Hansi Hinterseer | Austria |

Data: 23 febbraio

### Donne

#### Slalom gigante
| Pos. | Atleta                | Nazione |
| ---- | --------------------- | ------- |
| 1    | Annemarie Moser-Pröll | Austria |
| 2    | Ingrid Gfölner        | Austria |
| 3    | Wiltrud Drexel        | Austria |

Data: 21 febbraio

#### Slalom speciale
| Pos. | Atleta          | Nazione |
| ---- | --------------- | ------- |
| 1    | Monika Kaserer  | Austria |
| 2    | Ingrid Gfölner  | Austria |
| 3    | Marianne Ranner | Austria |

Data: 22 febbraio